# Sobarocephala albiventris
Sobarocephala albiventris är en tvåvingeart som beskrevs av Soos 1962. Sobarocephala albiventris ingår i släktet Sobarocephala och familjen träflugor.
Artens utbredningsområde är Ecuador. Inga underarter finns listade i Catalogue of Life.